# نهان‌گردن‌سانیان
نَهان‌گَردَن‌سانیان یکی از زیرراسته‌های سنگ‌پشتان (Testudines) است. به لاک‌پشت‌هایی که قادرند سر و گردن خود را کاملاً به زیر لاک خود بکشند، نهان‌گردن گفته می‌شود. نام لاتین این زیرراسته یعنی Cryptodira از دو بخش Crypto (نهان) و dira (گردن) تشکیل شده است.
به زیرراسته‌ای از لاک‌پشت‌ها که نمی‌توانند گردن خود را به‌طور کامل به زیر لاک بکشند کنارگردن‌سانیان گفته می‌شود.